# Ајнишах-султанија (ћерка Бајазита II)
Ајнишах-султанија (тур. Aynışah Sultan) била је османска принцеза, ћерка султана Бајазита II, рођена сестра шехзаде Алемшаха и сестра османског султана Селима I.

## Рођење и први брак
Ајнишах-султанија је била ћерка шехзаде Бајазида, рођена 1476. године. Имала је старију сестру Камершах, и млађег брата Алемшаха.
Године 1489, тринаестогодишња Ајнишах се удала за брата од тетке, иранског принца Годе Ахмеда. Овај династички брак служио је као савез између Отоманског царства и иранске династије. Године 1497. Ајнишахин муж је почео да влада иранском државом, али је своју владавину започео реформама и променама, што се није допало становницима.
Убрзо је Годе Ахмед свргнут. Пошто је њен син Зејнедин још био премали, Ајнишах је била регент династије Ак-Којунлуа неколико година. Истовремено се дописивала са оцем, који јој је помагао у државним пословима. 
Сачувано је писмо у којем Ајнишах честита свом брату Селиму Јавузу ступање на престо. Године 1500. дошло је до устанка, током којег су Ајнишах и њен млади син збачени. Султанија се вратила у домовину. Отац ју је преудао 1501. године за Малкочоглу Јахја-бега, коме је родила три сина.
Изградила је неколико основних школа, које носе име мектебе, а основала је и добротворну фондацију која је подржавала рад школе. Ајнишах је умрла 1514. године, у Истанбулу.
Са Ахмед-бегом је имала троје деце :
- Зејнедин-бег (1491 — 1508) (тур. Zeyneddin Bey) — намесник Дијарбекира. Убио га је шах Исмаил 1508. године.
- Ханзаде-султанија (тур. Hanzade Hanımsultan) (1492 — након 1518) — историчар Радован Самарџић је у свом делу Сулејман и Рокселана навео да је њено име било Хумашах, док су касније историчари утврдили да то није тачно, већ да се звала Ханзаде. Удата је 1508. године за Кучук Бали-пашу (умро 1527), намесника Скопља, који је био преко двадесет година старији од султаније. Бали-паша је био близак рођак Малкочоглу Јахја-паше. Ханзаде је била веома позната по својој лепоти. Према изворима, султанија је била склона прељубама, и њен случај се укључује као један од најпознатијих у историји варања супружника у средњем веку. Поред тога, имала је репутацију ласцивне жене за коју је речено да су јој очи стално биле упрте у младе и згодне мушкарце. Према извештају који је био поднет султану Селиму 1516. године, извршила је низ развратних радњи. Ухваћена је у прељуби са мушкарцем у Скопљу, који је био погубљен по наређењу султана Селима, као и шест особа за које је било утврђено да су били посредници у тој вези. Према извештају који је нађен у архиви Топкапи-палате, Ханзаде је једва извукла живу главу из ове ситуације. Убрзо након тога се тајно, без дозволе, преселила за Истанбул, где је нашла новог љубавника Делакоглу Бака, који је рецитовао Куран. Родила му је ванбрачну ћерку, коју је крила. Након што ју је видела њена рођака и ћерка њеног ујака принца Махмута, Ханчерли Фатма султанија, упозорила ју је да нипошто није смела дозволити себи тако нешто. Вођена својим лошим искуством са султаном, Ханчерли султанија је опоменула Ханзаде да султан Селим не личи ни на једног другог султана и да он не прашта. Подсетила ју је како је сурово погубио сву њихову браћу од стричева и указала јој је да ризикује да буде прва султанија која ће бити погубљена, и да ће овај пут као и прошлог пута бити погубљени сви посредници те везе, као и само дете. Ханзаде је одговорила Фатми да ју јесте страх султана Селима, али да не може да се одренке забрањене љубави. Након тога, султанија Фатма јој је рекла да онда живи у срамоти ако тако жели, након чега ју је пљунула у лице. Нажалост, ћерка јој је након шест месеци умрла. Када је истанбулски кадија сазнао за прељубу, протерао је младића у Едирне, где се разболео од маларије и умро у Бабаеску. Након његове смрти, Ханзаде је тражила да му се откопа гроб да би се уверила да је то он. Према историјским записима, сатима је лила сузе над његовим гробом. Убрзо је утеху нашла у његовом брату. Људи су је виђали и ширили гласине, а како је Ханзаде живела у страху од султана Селима, наредила је својој калфи Камервеш-хатун и евнуху Ихсак-аги да потплаћују народ и ућуткују их, да не би сулчајно султан сазнао и казнио је. Сулге Бали-паше су за то сазнале, и послале су под пашиним наговором анонимно писмо султану. Када је султан Селим за то сазнао, наредио је да се Ханзаде изведе пред њим. Ханзаде је молила султана да је не погуби. Султан Селим је наредио сину принцу Сулејману, који је био у том тренутку у Топкапију, да убије њеног новог љубавника. Сулејман је поднео извештај оцу да његова рођака Ханзаде успева да прикрива своје прељубе захваљујући својим оданим слугама и неизмерном богатству које је поседовала. Султан Селим је накнадно разрешио брак између ње и Бали-паше, а да је не би погубио због њених недела, речено је да је Селим присилно удао Ханзаде за неког пашу и заувек прогнао на једно од острва у Грчкој које је било под Османлијама да би је држао подаље од престонице и пожуда. Остатак њеног живота је остао непознат.

Некад се Кучук Бали-паша меша са Малкочоглу Бали-бегом, па се сматра да је била удата за Бали-бега, међутим, то највероватније и није тачно, пошто је његова мајка била и мајка султаније Ханзаде. 
- Неслихан-султанија (тур. Neslihan Hanımsultan) (1493 - након 1514) - удата 1509. године за принца Аладина (умро 1514), унука султана Бајазита. Из првог брака је имала ћерку, султанију Хванди.

Из другог брака је имала три сина:
- Малкочоглу Бали-бег (тур. Malkoçoğlu Balı Bey) (рођен 1502); након освајања Београда 1521. године, именован је намесником Смедерева. Учествује 1526. године у бици код Мохача, киме стиче наклоност султана Сулејмана. Током 1540-их именован је намесником Будима. Умро је 1548 године. Имао је сина:
  - Малкочоглу Мехмед-бег; именован намесником Варадина. Успешно је извео опсаду тврђаве Ђула. Учествовао је у последњем походу султана Сулејмана, у бици за Сигетвар. Погинуо је 1570. године током јуриша на тврђаву Газимагус.
- Малкочоглу Мехмед-бег (тур. Malkoçoğlu Mehmed Bey); Учествовао у Мохачкој бици . Године 1527. постао је санџакбег Београда. Учествовао у опсади Беча. 1538. године се придружио походу на Молдавију . Од 1543. године постао је трећи будимски бејлербег и на овој дужности је остао 4,5 године. Преминуо је 1566. године у Будиму. Имао је синове:
  - Дервиш-бег (ум. 1550)
  - Арслан-бег; намесник Пожеге од 1537. године. Био је и песник. Погубљен је по наређењу Мехмет-паше Соколовића 1566. године.
- Малкочоглу Ахмед-бег (тур. Malkoçoğlu Ahmed Bey); именован је 1543. године намесником Београда. Учествовао је у бици код Лепанта 1571. године.

## Остатак живота и смрт
Она је одржавала преписку са оцем и полубратом Селимом, чак му је и честитала када је ступио на трон, поред још неколико сестара.
1506. године изградила је основну школу. Када је умрла, Ајнишах је сахрањена близу медресе Бешир-аге, у школи коју је сама била подигла.